# ColecoVision

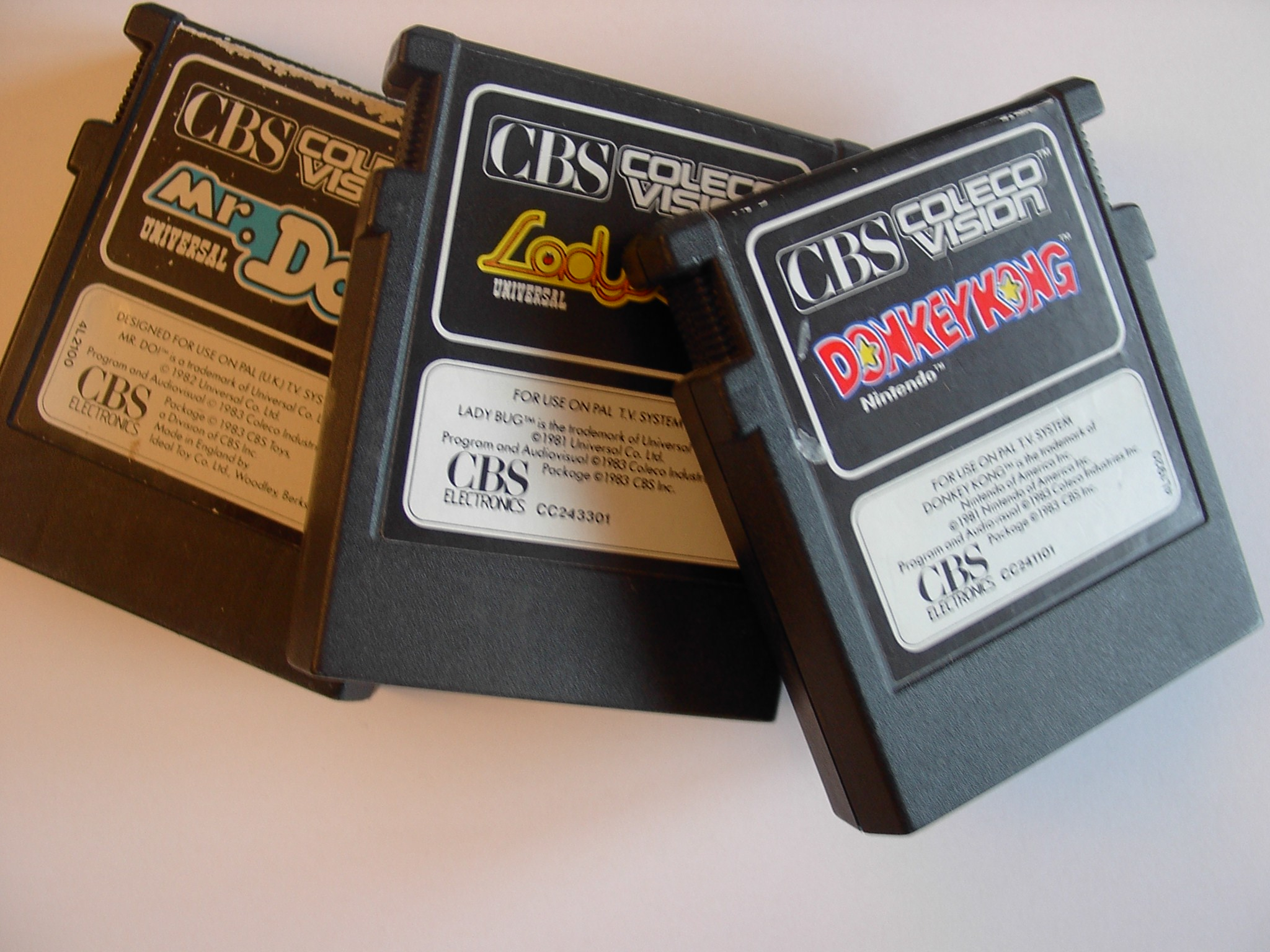
Kartridże do gier

ColecoVision – domowa konsola do gier drugiej generacji, debiutująca w sierpniu 1982 roku. ColecoVision oferował jak na swoje czasy bardzo dobrą grafikę, porównywaną z jakością jaką dawały ówczesne automaty do gier. Na konsole pojawiły się także specjalne adaptery dające możliwości grania w gry innych platform, w tym bardzo popularnej w tych latach konsoli Atari 2600. ColecoVision zostało wydane wraz z 12 grami, kolejne 10 tytułów ukazało się jeszcze przed końcem 1982. Łącznie, pomiędzy 1982 a 1985 rokiem, na konsole wydano 170 gier.

## Specyfikacja techniczna
- CPU: Zilog Z80A @ 3.58 MHz
- Układ graficzny: Texas Instruments TMS9928A
  - Rozdzielczość 256x192
  - Liczba duszków (ang. sprites): 32
  - Liczba kolorów: 16
- Dźwięk: Texas Instruments SN76489A
  - 3 kanały dźwiękowe
  - 1 kanał szumów
- VRAM: 16KB
- RAM: 1KB
- Nośnik danych: kartridż 8-32 KB